# José Carlos de Aguirre
Dom José Carlos de Aguirre (Itaqueri da Serra, 28 de abril de 1880 - Sorocaba, 8 de janeiro de 1973) foi um bispo católico brasileiro. 
Dom Aguirre estudou no Seminário Episcopal de São Paulo (1896-1904). Vestiu a batina em 21 de junho de 1896 e recebeu a primeira tonsura clerical por Dom Antônio Cândido Alvarenga a 27 de maio de 1899. Em 21 de dezembro de 1901, recebeu as quatro ordens menores das mãos de Dom Antônio. Recebeu o subdiaconato das mãos de Dom João Batista Correia Néri, em trânsito por São Paulo, a 1 de fevereiro de 1903, e o diaconato por Dom Giulio Tonti, Núncio Apostólico, a pedido de Dom Alvarenga, em 8 de novembro de 1903. Foi ordenado presbítero em 8 de dezembro de 1904, no Jubileu da Imaculada Conceição, através de Dom José de Camargo Barros.
Trabalhou como secretário e professor do Colégio Diocesano de São Paulo de 4 de fevereiro de 1905 a 31 de dezembro de 1907. Foi nomeado coadjutor da Paróquia de Santa Cecília em São Paulo e assistente eclesiástico da Legião de São Pedro, a 1 de janeiro de 1908. Em 9 de agosto de 1908, foi nomeado vigário da Paróquia de São José do Belém, e a 5 de março de 1911, vigário de Bragança Paulista. Foi nomeado pelo papa Pio XI como primeiro bispo de Sorocaba em 4 de julho de 1924.
Foi sagrado Bispo em 8 de dezembro de 1924, através do Arcebispo de São Paulo, Dom Duarte Leopoldo e Silva. Os principais co-consagradores foram Dom José Marcondes Homem de Melo, Bispo de São Carlos do Pinhal, e Dom Francisco de Campos Barreto, Bispo de Campinas. Assumiu sua primeira e única diocese em 1 de janeiro de 1925, ficando até seu falecimento. Dom Aguirre tornou-se o bispo que com mais idade e que por mais tempo governou uma diocese: 48 anos. Seus restos mortais estão sepultados numa cripta na Catedral Metropolitana de Sorocaba.
Fundou o Seminário Menor São Carlos Borromeu em 1939 e em 1950 a Faculdade de Filosofia de Sorocaba, que veio a se tornar a Universidade de Sorocaba. Em 1963, foi um idealizadores de uma fundação para "dar sustentação jurídica, responsabilidade administrativa e acadêmica a então Faculdade de Filosofia Ciências e Letras de Sorocaba (FAFI)". Estes foram Dom Aguirre, Cônego Aldo Vannucchi (Professor), João Tortelo (Professor), José Carlos de Araújo Neves (secretário da Faculdade de Filosofia), Dr. Artidoro Mascarenhas (Prefeito Municipal de Sorocaba), e Pedro Augusto Rangel (Presidente da Câmara Municipal de Sorocaba), os quais criaram a Fundação Dom Aguirre, apesar da resistência do bispo em aceitar a Fundação com seu nome.
É homenageado com o nome da principal avenida de Sorocaba - Avenida Dom Aguirre, a marginal do rio Sorocaba. O Monumento a Dom Aguirre foi inaugurado em 4 de julho de 1974, junto à Avenida Dom Aguirre, também data de comemoração do Jubileu de Ouro da Arquidiocese de Sorocaba.[carece de fontes?]
Em seu longo episcopado, Dom Aguirre foi co-consagrador de vários bispos:
- Fernando Taddei, CM (1927)
- Antonio Colturato, OFM Cap. (1929)
- Vicente Bartolomeu Maria Priante, SDB (1933)
- Paulo de Tarso Campos (1935)
- Luiz Gonzaga Peluso (1946)
- Ruy Serra (1948)
- Orlando Chaves, SDB (1948)
- Paulo Rolim Loureiro (1948)
- Antônio Ferreira de Macedo, C.SS.R. (1955)
- Almir Marques Ferreira (1957)
- José de Aquino Pereira (1958)
- Cândido Padin, OSB (1962)